# Prvenstvo ZNP 1926-1927
Il Prvenstvo Zagrebačkog nogometnog podsaveza 1926./27. (it. "Campionato della sottofederazione calcistica di Zagabria 1926-27") fu la ottava edizione del campionato organizzato dalla Zagrebački nogometni podsavez (ZNP), la quattordicesima in totale, contando anche le 4 edizioni del Prvenstvo grada Zagreba (1918-1919) e le 2 del campionato di Regno di Croazia e Slavonia (1912-1914, composto esclusivamente da squadre di Zagabria).
Il torneo, chiamato 1/A razred, fu vinto dal HAŠK Zagabria, al suo terzo titolo nella ZNP, il quinto in totale.
Il campionato era diviso era diviso fra le squadre di Zagabria città (divise in 5 divisioni chiamate razred) e quelle della provincia (divise in varie parrocchie, župe). La vincitrice della 1. razred veniva ammessa al Državno prvenstvo (il campionato nazionale) ed inoltre disputava la finale sottofederale contro la vincente del campionato provinciale.
Novità di questa stagione: le seconde classificate di Zagabria e Belgrado disputarono una fase preliminare contro le vincitrici di Lubiana, Osijek, Subotica e Sarajevo per altri tre posti nel campionato nazionale.

## Struttura
I termini "in casa" e "in trasferta" non hanno senso perché pochi club avevano un proprio stadio. Tutte le partite sono state giocate negli unici 4 stadi di Zagabria: Koturaška cesta (del Građanski), Maksimir (del HAŠK), Tratinska cesta (del Concordia) e Miramarska cesta (del Viktorija e dello Željezničar).
| 1º livello | 1/A razred | 6 squadre |
| 2º livello | 1/B razred | 6 squadre |
| 3º livello | 2/A razred | 6 squadre |
| 4º livello | 2/B razred | 7 squadre |
| 5º livello | 3. razred  | 6 squadre |

## Classifica
|                   | Pos. | Squadra              | Pt | G  | V | N | P | GF | GS | QR    |
| ----------------- | ---- | -------------------- | -- | -- | - | - | - | -- | -- | ----- |
|                   | 1.   | HAŠK Zagabria        | 18 | 10 | 9 | 0 | 1 | 23 | 7  | 3,285 |
|                   | 2.   | Građanski Zagabria   | 11 | 10 | 5 | 1 | 4 | 21 | 15 | 1,400 |
|                   | 3.   | Concordia Zagabria   | 10 | 10 | 5 | 0 | 5 | 19 | 19 | 1,000 |
|                   | 4.   | Željezničar Zagabria | 9  | 10 | 4 | 1 | 5 | 16 | 18 | 0,888 |
|                   | 5.   | Croatia Zagabria     | 8  | 10 | 3 | 2 | 5 | 12 | 17 | 0,705 |
|                   | 6.   | Derby Zagabria       | 4  | 10 | 0 | 4 | 6 | 12 | 27 | 0,444 |
| Fonte: exyufudbal |      |                      |    |    |   |   |   |    |    |       |

Legenda:
      Campione di Zagabria e qualificato al Državno prvenstvo 1927.
  Partecipa alle qualificazioni al Državno prvenstvo 1927.
      Retrocessa nella divisione inferiore.
Note:
Due punti a vittoria, uno a pareggio, zero a sconfitta.

## Risultati

### Tabellone
|                   | HAŠ  | Gra  | Con  | Žel  | Cro  | Der  |
| ----------------- | ---- | ---- | ---- | ---- | ---- | ---- |
| HAŠK              | –––– | 2-1  | 3-2  | 3-0  | 1-0  | 1-0  |
| Građanski         | 1-0  | –––– | 5-1  | 5-1  | 0-2  | 2-1  |
| Concordia         | ?    | 4-1  | –––– | 0-2  | 2-1  | 2-0  |
| Željezničar       | 0-3  | 1-0  | 2-4  | –––– | 2-0  | 1-1  |
| Croatia           | 1-4  | 0-3  | 2-0  | 2-1  | –––– | 2-2  |
| Derby             | 2-4  | 3-3  | 1-4  | 0-6  | 2-2  | –––– |
| Fonte: exyufudbal |      |      |      |      |      |      |

### Calendario
| Data              | Partita                 | Ris. |
| ----------------- | ----------------------- | ---- |
| 10.10.1926        | Građanski - Željezničar | 5–1  |
| 10.10.1926        | HAŠK - Derby            | 1–0  |
| 17.10.1926        | Željezničar - Derby     | 1–1  |
| 17.10.1926        | Građanski - Croatia     | 0–2  |
| 24.10.1926        | HAŠK - Croatia          | 1–0  |
| 31.10.1926        | Concordia - Derby       | 2–0  |
| 31.10.1926        | Građanski – HAŠK        | 1–0  |
| 31.10.1926        | Željezničar – Croatia   | 2–0  |
| 07.11.1926        | Građanski - Concordia   | 5–1  |
| 07.11.1926        | Croatia – Derby         | 2–2  |
| 07.11.1926        | HAŠK - Željezničar      | 3–0  |
| 21.11.1926        | Croatia - Concordia     | 2–0  |
| 21.11.1926        | Građanski - Derby       | 2–1  |
| 28.11.1926        | Concordia - Željezničar | 0–2  |
| 06.03.1927        | Concordia - Željezničar | 4–2  |
| 13.03.1927        | Željezničar - Derby     | 6–0  |
| 13.03.1927        | HAŠK - Concordia        | 3–2  |
| 20.03.1927        | Concordia - Građanski   | 4–1  |
| 20.03.1927        | Croatia - Derby         | 2–2  |
| 20.03.1927        | HAŠK - Željezničar      | 3–0  |
| 03.04.1927        | Croatia - Concordia     | 1–2  |
| 03.04.1927        | HAŠK - Derby            | 4–2  |
| 03.04.1927        | Građanski - Željezničar | 0–1  |
| 24.04.1927        | Croatia - Željezničar   | 2–1  |
| 24.04.1927        | Concordia - Derby       | 4–1  |
| 01.05.1927        | HAŠK - Građanski        | 2–1  |
| 15.05.1927        | Građanski - Derby       | 3–3  |
| 15.05.1927        | HAŠK - Croatia          | 4–1  |
| 22.05.1927        | Građanski - Croatia     | 3–0  |
| Fonte: exyufudbal |                         |      |

## Provincia

### Finali provinciali
```
Primo turno:   
ŠK Karlovac
 - Građanski Karlovac                      1-3											
               Proleter Slavonski Brod - Tvank Slavonski Brod        ritiro Tvank
               
ČSK Čakovec
 - VŠK Varaždin                            3-1
               Željezničar Sisak - 
Segesta
                           1-3
               Una Bosanska Dubica - Borba Bosanska Dubica           0-2											
               MŠK Zmaj Banja Luka - Željezničar Banja Luka          ritiro Željezničar
               Meteor Bosanska Krupa - 
Sloboda B. Novi
               ritiro Sloboda
               Slavija Prijedor - Građanski Prijedor                 ritiro Građanski
               Karađorđe Bosanska Gradiška - Konkordija Nova Topola  ritiro Konkordija	
               ŠK Ivanić-Grad - DONK Daruvar                         entrambe ritirate
               Frankopan Sušak - 
Orijent
                             ritiro Orijent	
               
BGŠK Bjelovar
 - 
Slaven Koprivnica
                     3-1											
               Viktorija Koprivnica - KGŠK Križevci                  ritiro Križevci
Secondo turno: Slavija Prijedor - Meteor Bosanska Krupa              ritiro Meteor	
               Karađorđe Bosanska Gradiška - Unitas Nova Gradiška    ritiro Unitas
               Val Crikvenica - Viktorija Sušak                      4-1											
               
Krajišnik
 - MŠK Zmaj Banja Luka                       4-1											
               Građanski Karlovac - Olimpija Karlovac                ritiro Olimpija
               
Marsonia
 - Proleter Slavonski Brod                    1-4											
               
BGŠK Bjelovar
 - Viktorija Koprivnica                  ritiro Viktorija
               
Segesta
 - Svaičić Petrinja                            5-1											
Terzo turno:   Proleter Slavonski Brod - Dobor Derventa              ritiro Dobor
               
Segesta
 - Borba Bosanska Dubica                       ritiro Borba
               Slavija Prijedor - Karađorđe Bosanska Gradiška        ritiro Karađorđe
               Val Crikvenica - Frankopan Sušak                      3-0											
Quarto turno:  
Segesta
 - Građanski Velika Gorica                     5-0											
               
Krajišnik
 - Slavija Prijedor                          7-1											
Quinto turno:  Građanski Karlovac - 
ČSK Čakovec
                      ritiro Čakovec
               
Segesta
 - Proleter Slavonski Brod                     1-2											
               
BGŠK Bjelovar
 - Val Crikvenica                        3-0											
Semifinali:    Proleter Slavonski Brod - 
Krajišnik
                   1-4											
               
BGŠK Bjelovar
 - Građanski Karlovac                    4-1											
Finale:        
Krajišnik
 - 
BGŠK Bjelovar
                             2-1
```

## Finale sottofederale
| Squadra 1     | Risultato | Squadra 2 |
| ------------- | --------- | --------- |
| HAŠK Zagabria | 11 – 0    | Krajišnik |